# トーマス・C・カンサ
トーマス・C・カンサ（Thomas C Kantha、1948年4月2日 - ）は、南アフリカ共和国クワズール・ナタール州トンガート出身の詩人、英会話講師。

## 来歴・人物
ロンドンで日本人女性と結婚し1984年に来日。
偶然粗大ゴミの中から壊れた車椅子を見つけ、それを修理して母国の障害児たちに車椅子を贈る活動を続けている。
アパルトヘイト下で育った体験談を詩集として発表し、その売り上げが車椅子を送る輸送費として充てられている。
その功績が認められ、1999年にシチズン・オブ・ザ・イヤーを受賞。
全国の小中学校などで、アパルトヘイトの現状やボランティアについての講演活動を行っている。
NGO団体、ヒランガニ・ンゴタンド主宰。大阪市平野区在住。
なお、来日した頃より合気道の修行を重ね黒帯を取得。同門には俳優であるスティーヴン・セガールがいる。

## 著書
- 「抑圧下の子よ、話してごらん」
- 「ドリーム・メイカー」
- 「友よ、君には何が見える?」
- 「マイハンサムアフリカ」